# Roger Dodger
Roger Dodger è un film del 2002, diretto da Dylan Kidd.

## Trama
Si tratta di una commedia paradossale, tragicomica e di ritmo veloce, ambientata a New York.
Roger, pubblicitario in carriera, è sicuro di possedere un certo savoir-faire nei confronti del gentil sesso. Cerca di inculcare al nipote sedicenne le sue tecniche di seduzione, ma, percorrendo il tempo assieme, Roger si renderà conto che sarà proprio l'erede ad insegnargli una degna morale.

## Riconoscimenti
- 2001 - National Board of Review
  - Miglior attore (Campbell Scott)